# 오색나비
오색나비(Apatura ilia)는 네발나비과 오색나비속에 속하는 나비 가운데 하나이다. 오색나비의 수컷은 날개 표면이 햇빛을 받으면 보랏빛 광택을 띤다. 수컷의 날개 앞면은 검은색형과 황색형 두 가지가 있는데 두 종류 모두 보랏빛을 띤다. 이에 반해 암컷은 수컷보다 크고 날개 앞면에 보랏빛 윤기가 나지 않는다.

## 사진

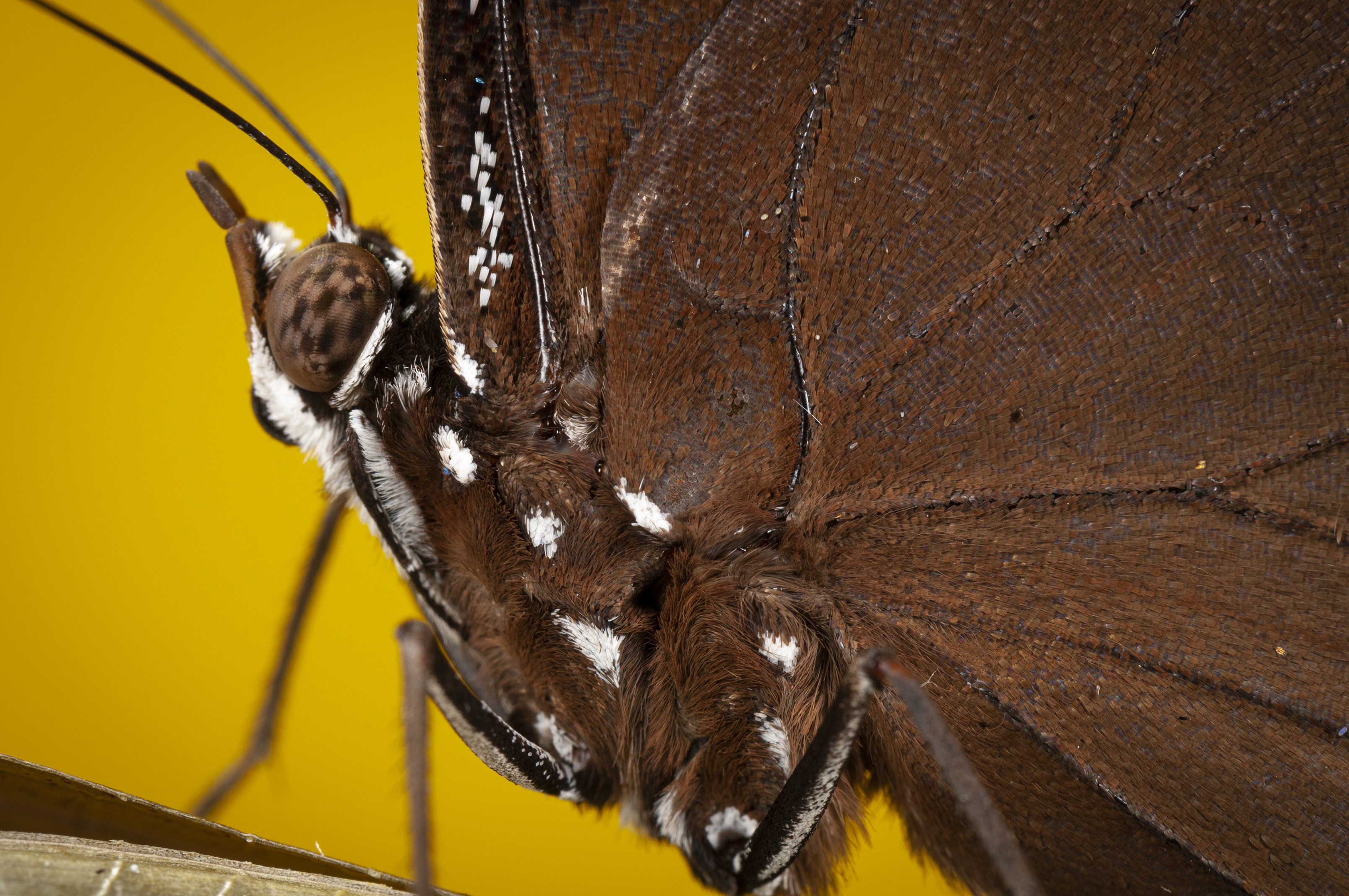
남방오색나비
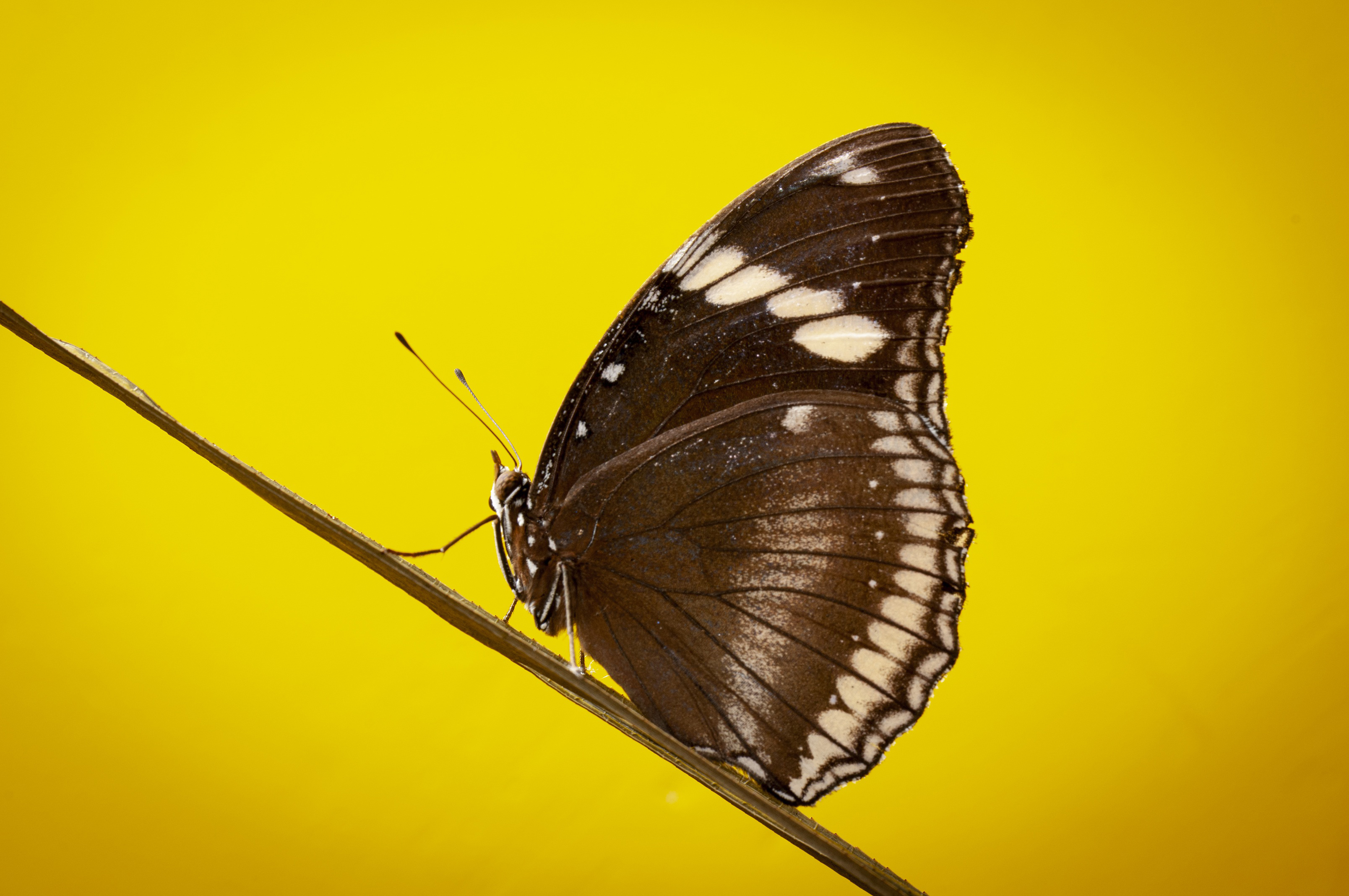
남방오색나비